# Quadricalcarifera hasegawai
Quadricalcarifera hasegawai är en fjärilsart som beskrevs av Nakamura 1976. Quadricalcarifera hasegawai ingår i släktet Quadricalcarifera och familjen tandspinnare. Inga underarter finns listade.